# Krupa na Vrbasu
Krupa na Vrbasu (szerbül:  Крупа на Врбасу), település Banja Luka községben, Bosznia-Hercegovinában, Bosanska krajina területén, a Szerb Köztársaságban. 

## Fekvése
Bosznia-Hercegovina északi részén, Banja Luka központjától légvonalban 17, közúton 26 km-re délre, a Száva jobb oldali mellékfolyójának, az Orbász völgye aljának bal oldalán, az Orbász bal oldali mellékfolyója, a Krupa völgyoldalán, valamint Manjaca-hegység (1236 m) keleti és északkeleti lejtőin, és a Banja Luka–Jajce főút mindkét oldalán található. A települést körülölelő hegyek a Prisjaka (815 m), a Straža (790,2 m), a Kršnjatica (954 m), a Paljevina (898 m), a Peratovac (872 m), a Krčevina (646 m), a Javorje (554 m) és a Brdo (500 m). Több szétszórt falucska tartozik hozzá, melyek általában 210-680 m közötti magassági zónában találhatók, de például a Racune falucskában a 20. század hatvanas éveiben kitelepített Mijić-házak 820 m magasságban helyezkedtek el. A település legalsó része az Orbász-folyó mellett, a legmagasabb rész pedig a Manjaca lejtőin található. A beosztott falvak az Orbász és a Krupa hordaléksíkságain, a hordaléksíkság és a völgydombok érintkezésénél, a völgydombok és a hegyperem érintkezésénél, valamint a hegy peremének Krupa és Vrbas völgye felé eső oldalain helyezkednek el.
Tágabb értelemben a térség Zmijanje területéhez tartozik, amelyet keletről az Orbász, nyugaton a Szana-folyó, északon a Kozara-hegység, délről pedig a Pliva-folyó által határolt területként határoznak meg. Szűkebb értelemben Zmijanje ma egy szűkebb területet foglal magában, mégpedig a Manjača-hegységet és a tőle nyugatra eső területet, ahol Gornje és Donje Ratkovo, Stražice, Sitnica, Dujakovci, Lokvari, Lusići és Stričići falvak találhatók, amelyet Kol Zmijanjének is neveznek. Zmijanje fő ütőere a 72 km hosszú Banja Luka–Jajce főút, amely Bosznia-Hercegovina osztrák-magyar megszállása idején, 1894-ben épült, és 1896-ban adtáák át a forgalomnak. Jelentős még a Banja Luka–Čađavica–Mrkonjić Grad regionális út, melynek hossza 57 km. A 20. század elején, 1913-ban egy normál nyomtávú vasút megépítését tervezték, melynek nyomvonala a Banja Luka-Jajce utat követte volna, de végül ezt az elképzelést feladták.

## Népessége
| Nemzetiségi csoport | Népesség 1991 | Népesség 2013 |
| ------------------- | ------------- | ------------- |
| Szerb               | 1826          | 1219          |
| Bosnyák             | 1             | 0             |
| Horvát              | 7             | 6             |
| Jugoszláv           | 14            | 1             |
| Egyéb               | 10            | 13            |
| Összesen            | 1858          | 1239          |

## Története
Krupa na Vrbas településtörténetének több évezredes folytonossága van. A legkorábbi őskori betelepülés nyomaira a Strikina-barlangban bukkantak, melyben a paleolitikumból származó leletek kerültek elő. A múltban Krupa na Vrbasu területén keresztül fontos utak vezettek az északi Pannóniából az Adriai-tenger déli partjára. Ennek ellenőrzésére szolgálhatott a Gradina nevű lelőhely, ahol egy őskori vár maradványa található, de több őskori és középkori település emlékei is megtalálhatók a területén. Őskori településmaradványok kerültel elő a lasinja kultúrához tartozó Lipik nevű lelőhelyen, továbbá Greben Grad alatt egy lapos területen, ahol kovakő eszközök és kerámiatöredékek találhatók.

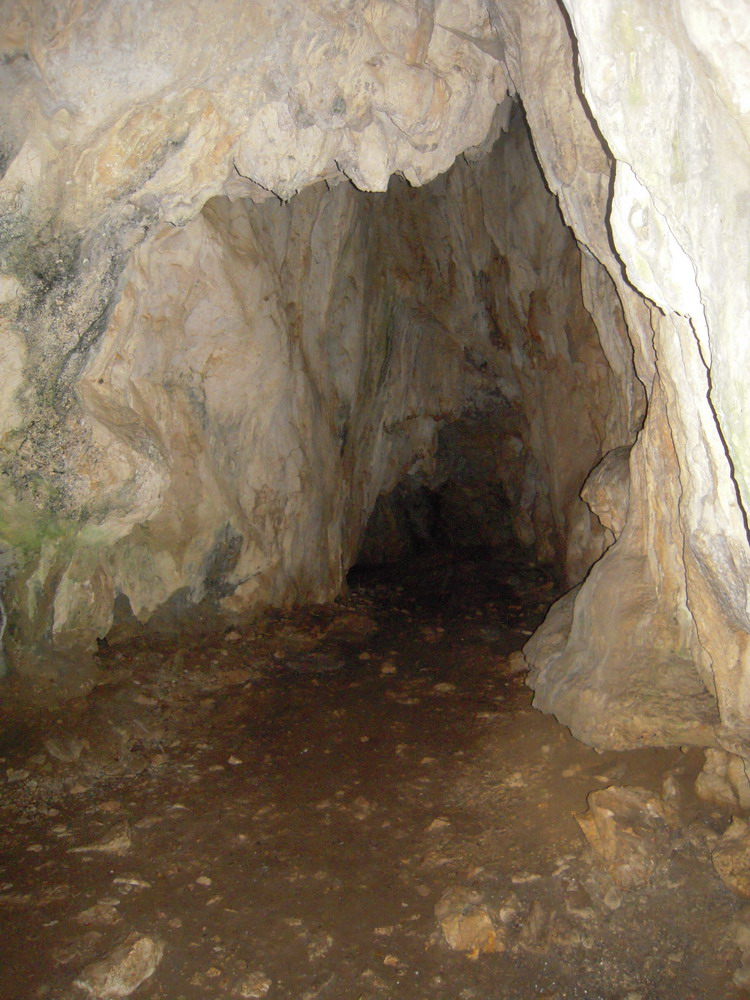
A Strikina-barlang bejárata

A római uralom alatt ezen a területen haladt át a Salona-Servitium (Split-Gradiška) út, így nagy biztonsággal kijelenthető, hogy ez a terület akkoriban is lakott volt. Az út Publius Cornelius Dolabella idejében épült, hossza pedig 167 mérföld volt. A mai Bosznia területén a szlávok egy illír-római lakosságot találtak, amely idővel asszimilálódott. A középkorban a mai Krupa na Vrbasu területe a Donji Kraji része volt, amelyet először 1244-ben említettek. Donji Kraji része volt a zemuniki zsupánia, amely délen Luka és Banica zsupániák egy részével, keleten Vrbanja zsupániával, nyugaton Szana zsupániával, északkeleten pedig Glaž zsupániával volt határos. Írott források a zemuniki zsupániát először 1287-ben említik Prijezda bán oklevelében, amellyel Katarina lányának és vejének Babonićnak adta hozományul a zsupániát, hangsúlyozva, hogy a zemuniki zsupánániát ősei birtokolták. A zemuniki zsupánia 1434-ben szerepel utoljára oklevélben.

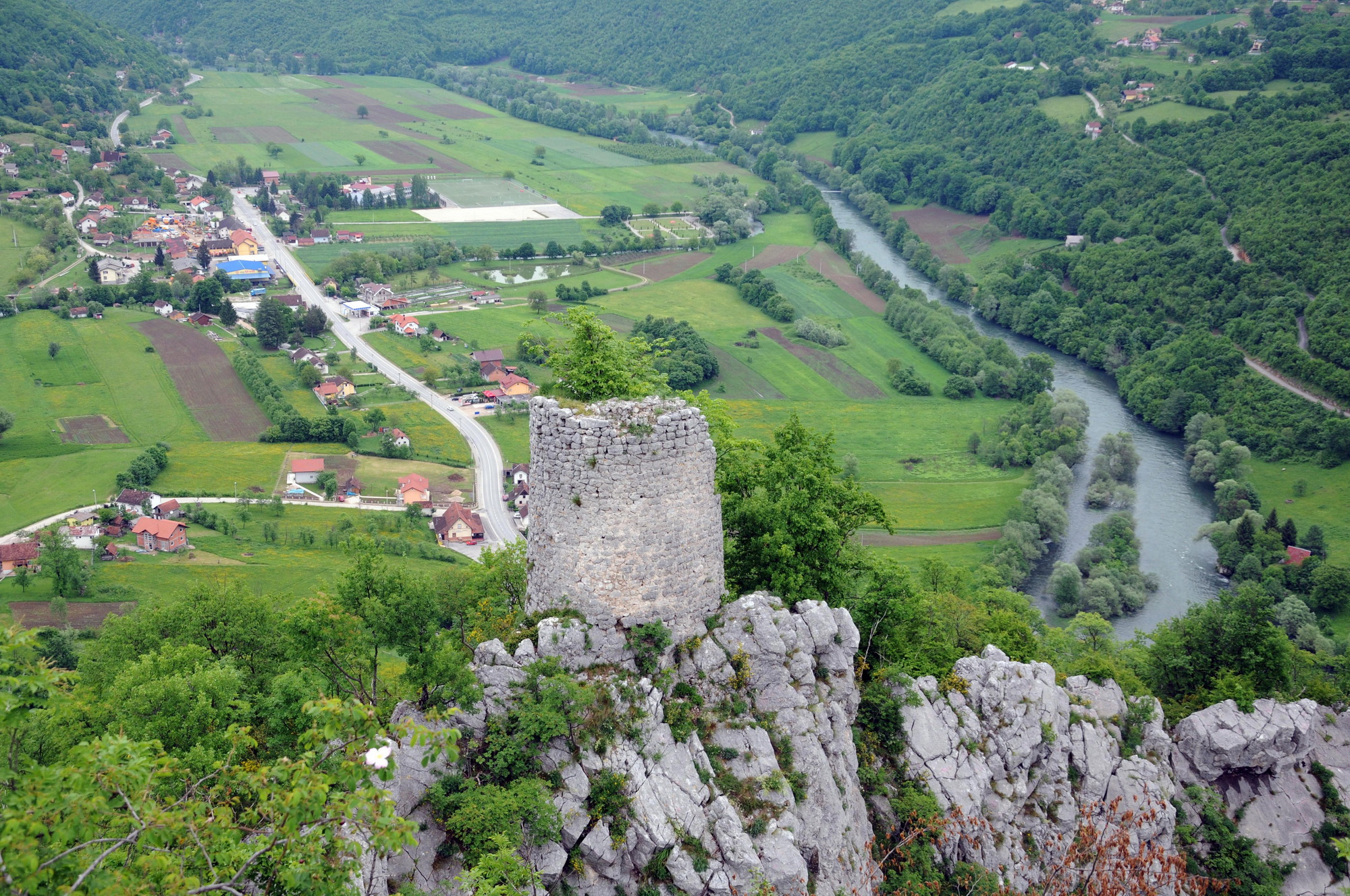
Greben várának romjai

A középkori Bosznia 1463-as bukásával és a török hódítással az egykori Zemunik zsupánia területén kialakult Zmijanje náhije, amely a 19. század elejéig létezett. Egyes írásos dokumentumokban azt találjuk, hogy a törökök tisztán szláv lakosságot találtak ezen a területen, amely az oszmánok bevonulása előtt a hegyvidék településeire vonult vissza. A lakosság fő foglalkozása akkoriban az állattenyésztés volt. I. Mátyás magyar király 1463/64-ben elfoglalta az észak-boszniai régiókat, ahonnan kiszorította a törököket, és az Orbász-folyótól egészen Jajcáig, valamint a Bosznától keletre Zvornikig két bánságot szervezett, a jajcait és a szrebrenikit. Krupa a Jajcai Bánság része lett, amely 1527/28-ig létezett. Az 1541-es török kataszteri összeírásban az Orbász mentén található Krupa Zmijanje náhijében szerepelt, ekkor a Krepna vagy Vrh Krupna néven említett településnek 14 háza volt.
A település 1878-ig tartozott az Oszmán Birodalomhoz, ekkor a berlini kongresszus határozata alapján az Osztrák-Magyar Monarchia része lett. 1879-ben az első osztrák-magyar népszámlálás során a Banja Luka-i járáshoz tartozó településnek 134 háztartása és 793 ortodox lakosa volt. 1910-ben a Banja Luka-i járáshoz tartozó településen 188 háztartást, 1494 ortodox, egy muszlim és egy katolikus lakost találtak. A monarchia szétesésével 1918-ban előbb a Szerb-Horvát-Szlovén Királyság, majd 1929-től a Jugoszláv Királyság része. Az 1929-es törvény értelmében, amikor Bosznia-Hercegovinát négy banovinára, Drinskára, Vrbaskára, Zetskára és Primorskára osztották, Krupa na Vrbasu a Vrbaska banovina része lett, amelynek székhelye Banja Luka volt. Jugoszlávia megszállása után a Független Horvát Állam (NDH) része lett. A második világháború után a szocialista Jugoszláviához tartozott. A daytoni békeszerződést követő területfelosztásnál Banja Luka község részeként a Szerb Köztársaság területéhez került.

## Gazdaság

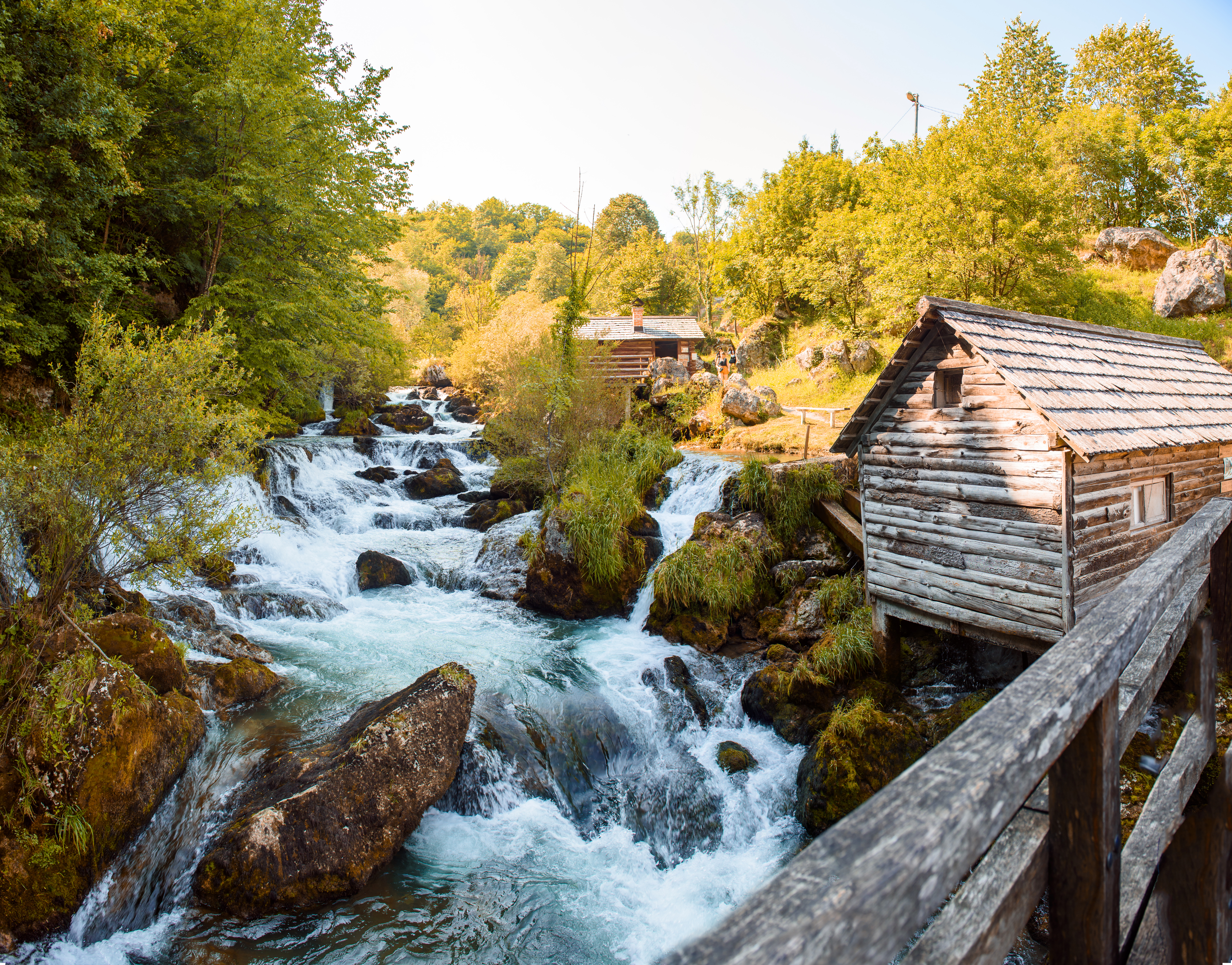
Vizimalmok a Krupán

Krupa na Vrbasuban a hagyományos kézművesség számos mesterségből tevődött össze, amelyek idővel eltűntek, és újaknak adtak helyet. Korábban sok volt itt a kovács. Ősidők óta ismert kovácscsalád volt a Bojanić család, akiknek már a török hódoltság idején is volt kovácsműhelyük. A hagyomány szerint a muzulmán Džanići, Smajlagići és Đumišići családoknak volt itt vízimalma a Krupa folyón, Muhamed Džanićnak pedig fogadója, kocsmája és boltja is volt.

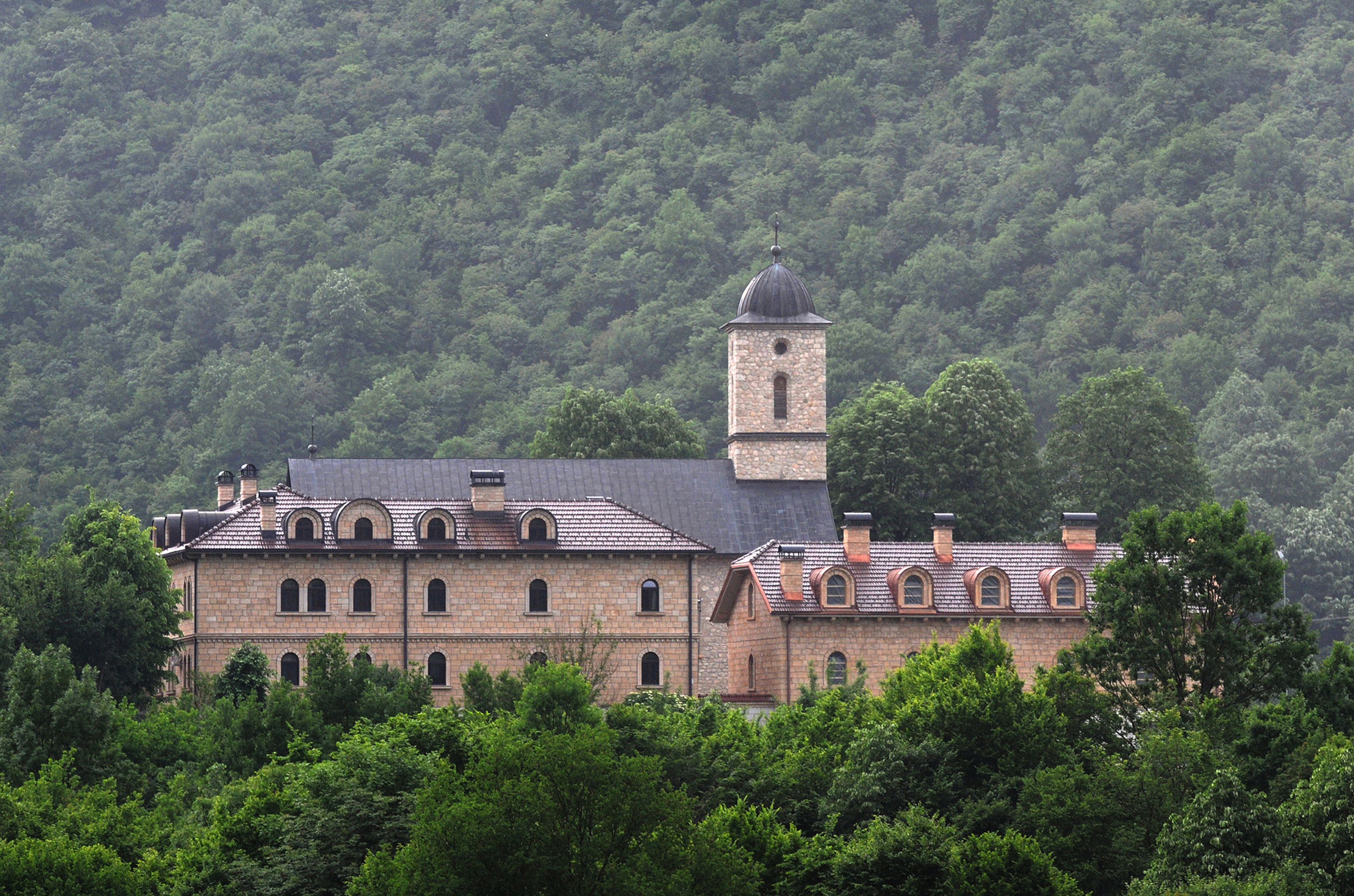
A Krupa monostor látképe

2008-ban Krupa na Vrbasunak három, magántulajdonú tava volt, ahol kaliforniai és sebes pisztráng-, ponty- és ivadékhaltermelés folyt. Két 1998-ban és 2001-ben alapított tojástermelő magáncég, valamint egy sertéstelep is működött itt, amelyet 1996/97-ben alapítottak. Az állatorvosi rendelő a 20. század ötvenes éveiben kezdte meg működését. Korábban, egészen az 1990-es évek elejéig a Čemernica Mezőgazdasági Szövetkezet működött a településen. Az ipari fejlődés alapja számos kisebb magáncég létezése, mint például a Vigmelt (1981-ben alapították villanyszereléssel és lakatosmunkával foglalkozó kézműves műhelyként, ma világító- és fűtőelemeket gyártanak) és a Manja fűrészüzem. A 20. század kilencvenes éveinek elejéig működött az 1979-ben megalakult Banja Luka Cipőgyár helyi Bosna üzeme. Emellett két, 1892-ben megnyílt fakitermeléssel foglalkozó magáncég, valamint a Milan Jovanović fafeldolgozó cég működött itt. 2005 augusztusában az öntöde építése az utolsó fázisban volt. A kereskedelem fejlődésének hordozója több magánüzlet, hat üzlet, egy Parma Trend benzinkút.
Krupa na Vrbas az önkormányzati központ státuszának 1963-as megszüntetését követően kisebb jelentőségű közigazgatási központtá alakult át. A településen az önkormányzat fennállása alatt ifjúsági központ, könyvtár, pékség, cukrászda és egyéb létesítmények működtek. Szintén a településen található posta, a 2004-ben alapított Ekoeurotim magán közműcég, autómosó, fodrászat, a 20. század ötvenes évei óta működő orvosi rendelő, a 2004-ben megnyílt gyógyszertár, valamint az 1998-ban alapított Zavičajno vrelo egyesület.

## Oktatás
A településen két általános iskola működik, a nyolcosztályos „Vojislav Ilić” (korábban „Rada Vranješević”), amely 1906-ban kezdte meg működését, valamint az 1960-as években megnyílt négyosztályos iskola Ledenice településen. Ebben az iskolában a Krupa na Vrbasu-i tanulókon kívül a Krminből és Rekavicából bejáró diákok is megkapják alapfokú oktatásukat. A kilencvenes évek elején a 20. század hatvanas éveinek elején alapított négyosztályos racunai iskola diákhiány miatt megszűnt.

## Kultúra

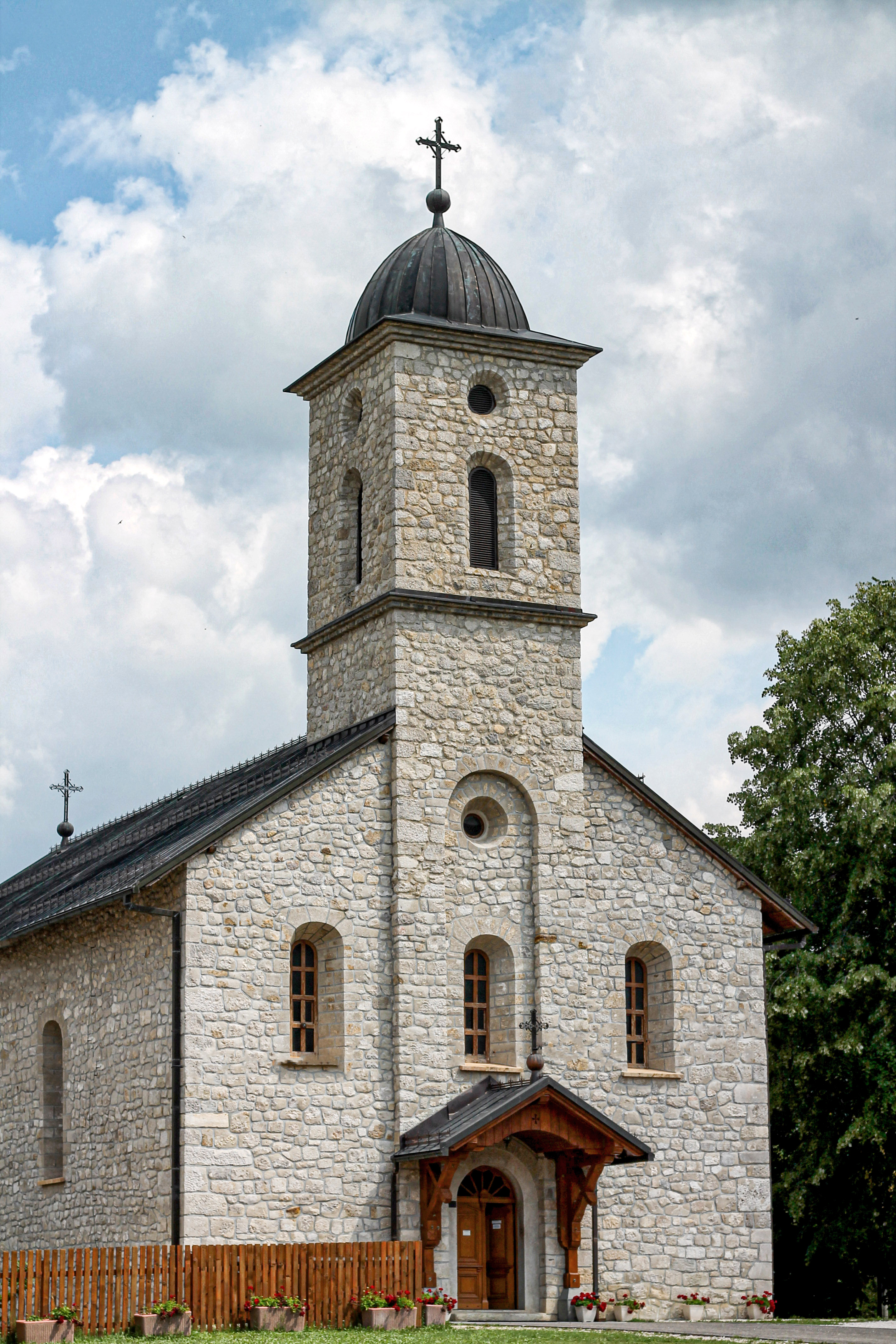
A Krupa monostor temploma

Krupa na Vrbasu 1999 óta ad otthont a Krupa Nemzetközi Szobrász Művésztelepnek, amelyre nagyszámú látogató érkezik. A 2005-ben hetedik alkalommal megrendezett eseményen 11 ország (Mexikó, USA, Franciaország, Németország, Olaszország, Bulgária, Magyarország, Szerbia és Montenegró, Macedónia, Horvátország és Japán) művészei vettek részt. A nemzetközi rendezvény főszervezője a Banja Luka Artists' Club, a rendezvény védnöke pedig Banja Luka városa.
2004 októberében került sor a Krupa-vízesésnél az első „Povratak selu” (Visszatérés a faluba) rendezvényre, amelyet a Banja Luka Turisztikai Szervezet, a Falufejlesztési és Fejlesztési Központ és a Krupa na Vrbasu helyi közössége szervezett.

## Sport
Krupa na Vrbasu adott otthont 2005. július 7. és 10. között a 2005-ös rafting Európa-bajnokságnak, melynek során a Krupa-folyó torkolatánál tábort építettek a versenyzők részére.

## Nevezetességei
- Gradina – őskori vár és római erőd maradványai Račune falucska és a Krupa forrása felett, egy kúp alakú hegytetőn. A hegy körüli őskori sáncokat a földművelés megsemmisítette. Ma csak a római erőd alapfalai látszanak. A várat a bronzkorban építették, majd a vaskorban és a római korban is használták és továbbépítették.[7]

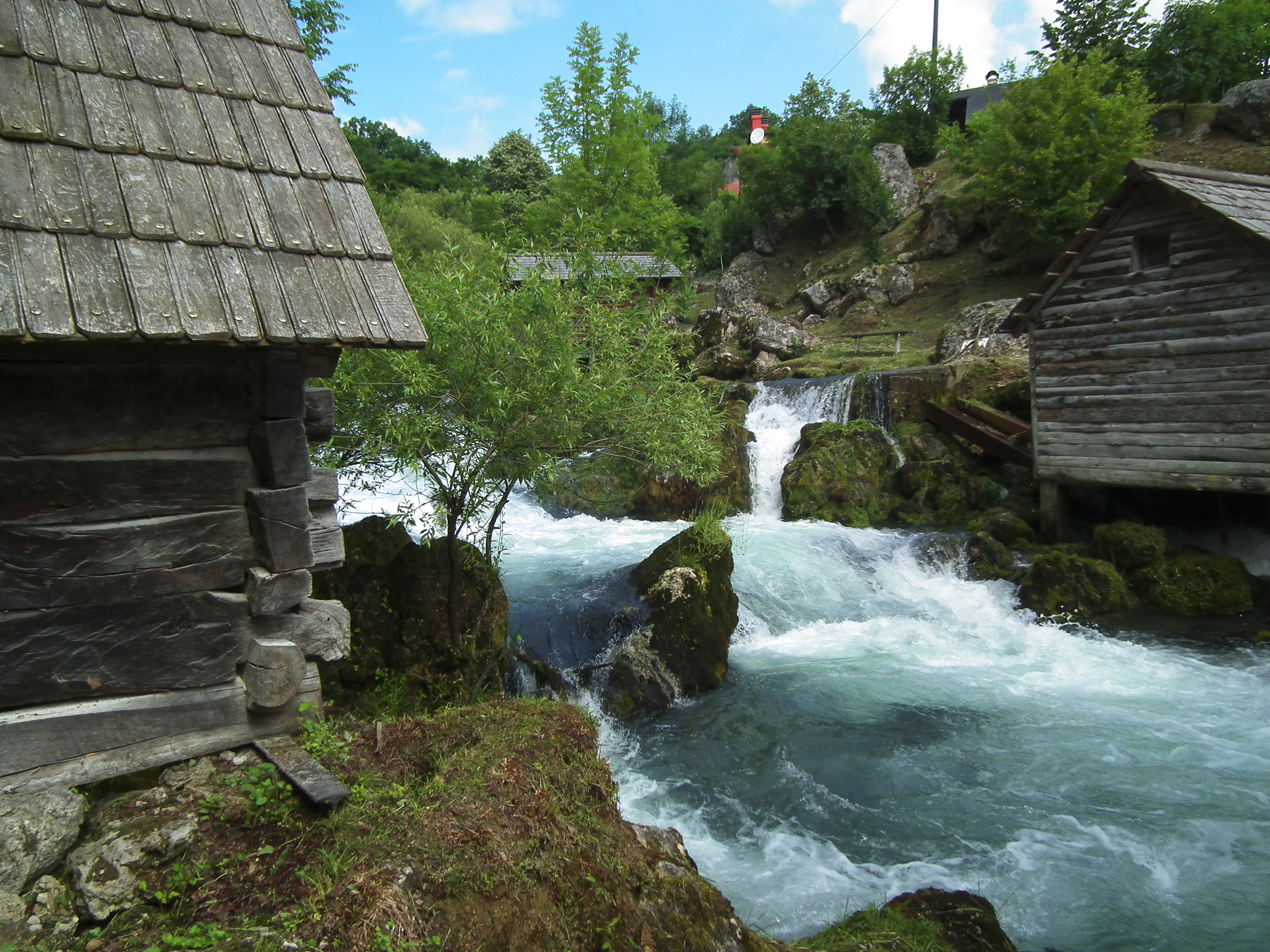
A Krupa Természetvédelmi park

- Greben – Grad, középkori vár romjai. A vár a középkori Zemljanik zsupánia idejében épült. A romok egy sziklás, nehezen megközelíthető magaslaton találhatók a krupa és az Orbász összefolyása és a Tijesno szurdoka felett. Három, különálló részből áll, melyek kelet-nyugati irányban egymás felett helyezkednek el. A legalsó része található az Orbászhoz legközelebb, melynek legjobban megmaradt része a könnyebben megközelíthető, északkeleti részen található. Nyugatabbra, egy meredek magaslaton egy hengeres torony áll, majd kissé arrébb, egy megközelíthetetlen sziklán egy másik, nagyméretű, hengeres torony alapfalai látszanak. Ezt a tornyot és a felsővárat egy 200 méter hosszúságú fal kötötte össze, mely az északnyugati, négyszögletes toronyhoz vezetett. A legfelső és legnagyobb része egy ovális platón állt, melynek csak a lerombolt sáncai maradtak. A várat 1192-ben említik először, a középkorban a Hrvatinić, a Vukčić és a Nelipić család birtoka volt és 1526-ban pusztult el.[7]

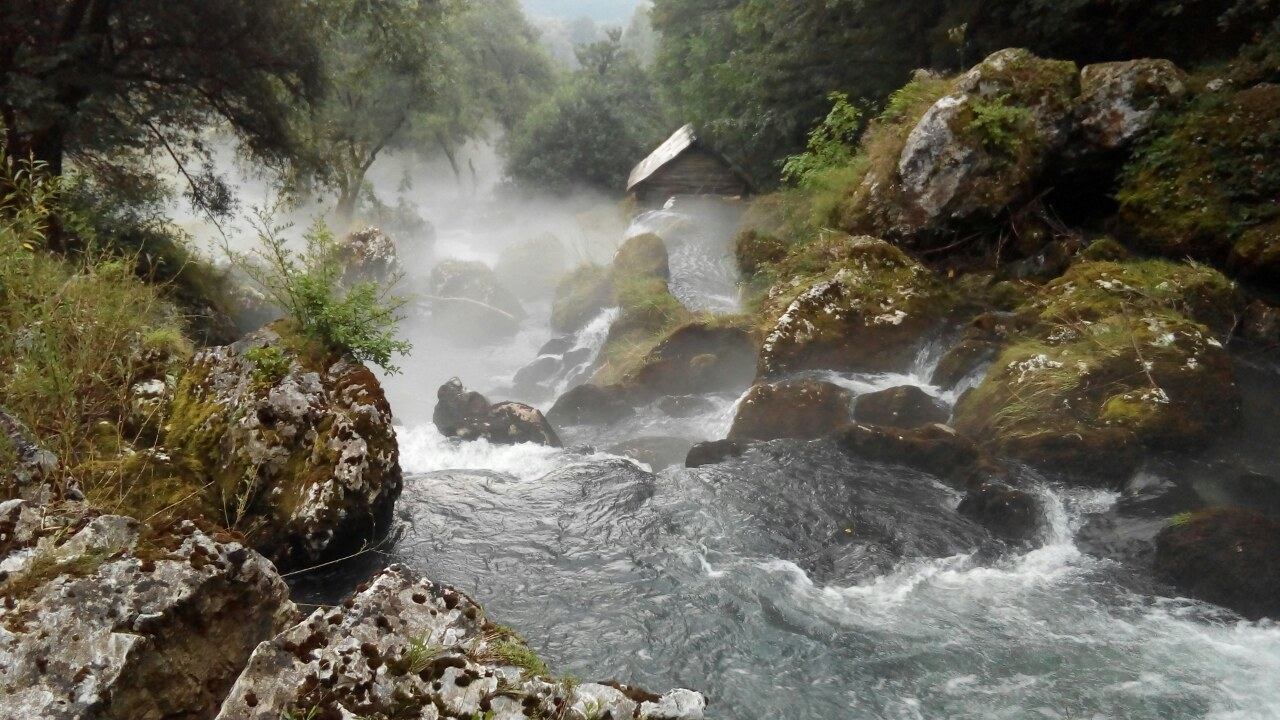
A Krupa vízesései

- Lipik – őskori település maradványai, mely a szakemberek szerint a lasinjai kultúrához tartozott.[7]

- Mlinovi – valószínűleg középkori település maradványai a Krupa melletti Mlinova településrész felett.[7]

- Pod Grebenom – őskori település maradványai. A lelőhely Greben-Grad északi lábánál található egy lapos, 100x60 méteres területen. A számos lelet között kovakő eszközök és kerámiatöredékek találhatók.[7]

- Zidina – középkori templom és síremlék maradványai. A középkori temetőből mindössze egy, északnyugat-délkeleti tájolású, kereszttel, félholddal és rozettával díszített stećak maradt fenn. A fennmaradt alapfalak valószínűleg a középkori templom falai voltak.[7]

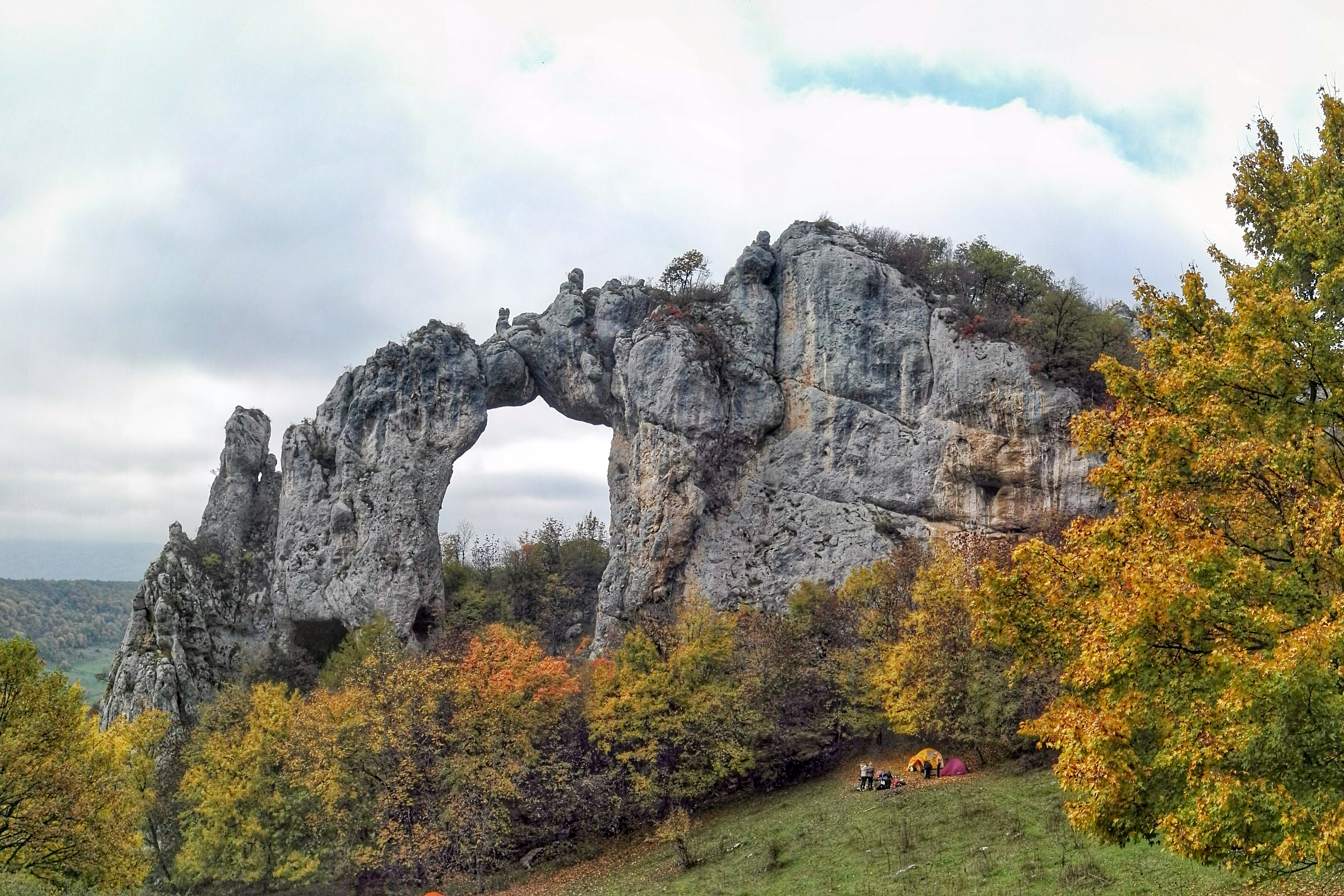
A Krupa na Vrbasu-i Kőhíd

- Krupa na Vrbasu domborzatának geológiai alapját a kréta formációból származó jura kori mészkő és breccsa alkotják. A Krupsko polje negyedidőszaki homokból és különféle granulátumú kavicsokból épült. A Krupa folyó két partján konglomerátumok, sötétsárga homokkő, szürkéskék agyag, márga, márgás mészkövek és széntelepek találhatók. A felszíni és földalatti karszt domborzati formák közül a leghíresebb a Strikina-barlang (36 m hosszú), mely Rijeka faluban, Strika családi házai mellett található. A hagyomány szerint a Krupa folyó a múltban Strikina barlangjából eredt. A barlangból a paleolitikumból származó leletek kerültek elő, mely azt bizonyítja, hogy már az ősember is ismerte és használta azt.[15]

- A Krupa-folyó partján fekszik a Slapovi hétvégi üdülőhely, mely a Krupa-folyó völgyoldalán található, a Ledenica faluba vezető aszfaltút jobb oldalán, 2 km-re a Banja Luka-Jajce főúttól. Házai 220-280 m tengerszint feletti magasságban helyezkednek el, és fiziognómiailag egybeolvadnak Polje és Ledenice falvakkal. A 20. század kilencvenes éveiig a hétvégi településen két házikó volt, 1998-ban indult meg az intenzív nyaralóépítés. 2005-ben 24 nyaraló volt itt, amelyek közül 17 a Krupa folyó melletti hétvégi Slapovi üdülőhely része volt.[15]

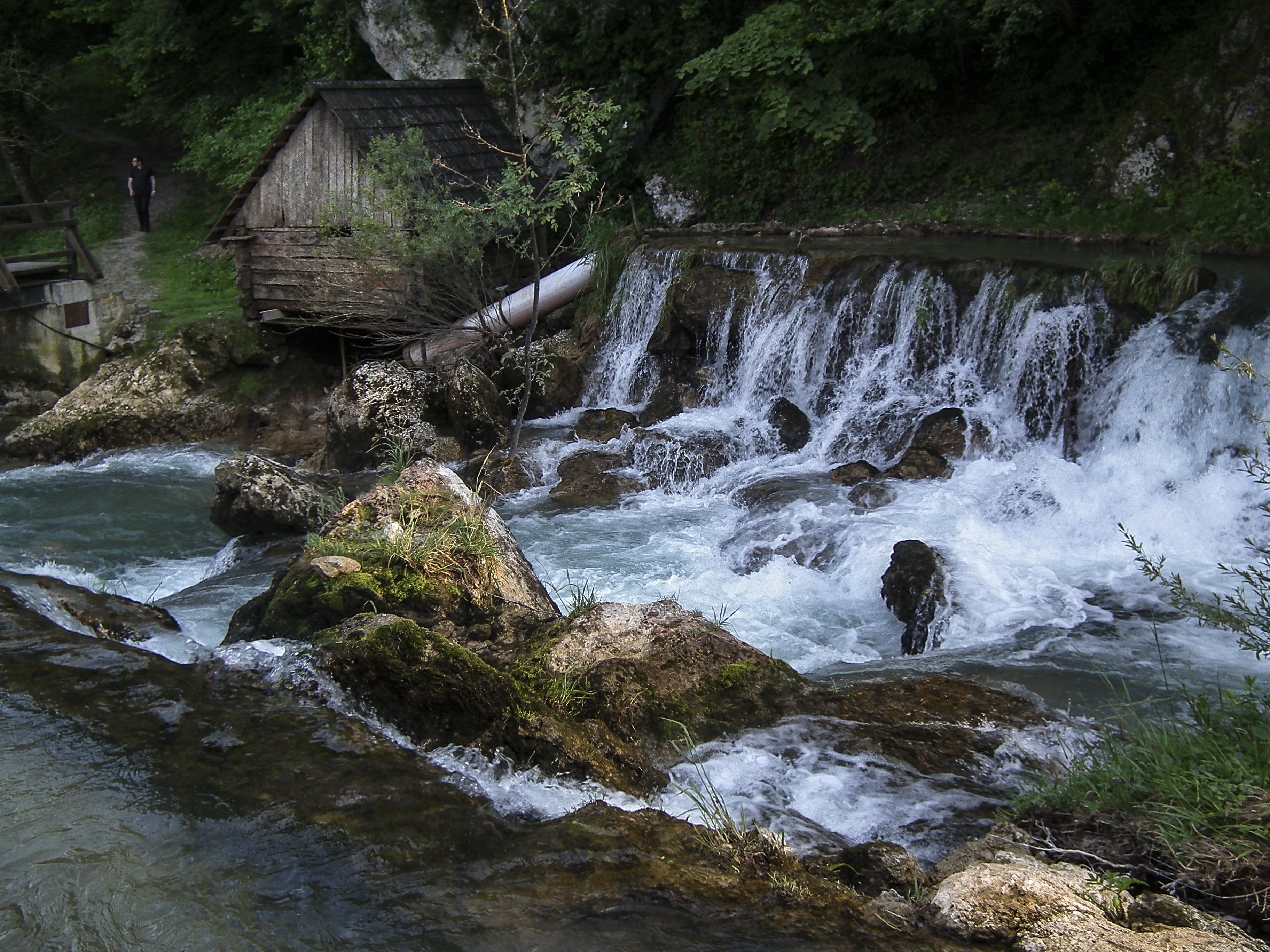
A Krupa vízesései

- Krupa na Vrbasu legnagyobb gyöngyszeme minden bizonnyal a Krupa-vízesés. Lépcsőzetes vízesések sorozata, amelyek szépségükkel vonzzák a helyi lakosságot és a turistákat a világ különböző részeiről. A vízeséseknél piknikezőhely és több vízimalom is található, ahol lisztet is lehet vásárolni. Ha átkelünk a vízesések feletti fahídon, az ösvény az erdőn keresztül vezet, ahol néhány perces séta után Krupa na Vrbasu következő gyöngyszeméhez érünk – a Krupa kolostorhoz és a Szent Illés-templomhoz.[15]

- A Krupa kolostor és Szent Illés temploma, melyet a nép Ilinka néven ismert, története a 13. század végére nyúlik vissza. Valószínűleg a Nemanjić-dinasztia idején épült. Krupa na Vrbasu szerzetesei 1317-ben a dalmáciai Obrovac közelében is építettek kolostort. A kolostort a 16. században a törökök pusztították el, majd a 19. század végén, pontosabban 1889-ben újjáépítették. A kolostort 1914-ben másodszor is lerombolták és felgyújtották, majd a második világháborúban ismét elpusztult. A Banja Lukát 1969-ben sújtó erős földrengésben is szenvedett, majd helyreállították. A kolostor státuszát csak 1989-ben adták vissza. Időközben, a török pusztítása és az 1889-es helyreállítás között, a kolostor helyére szolgáló fatemplom épült, amely ma is létezik, de más helyen áll.[15]

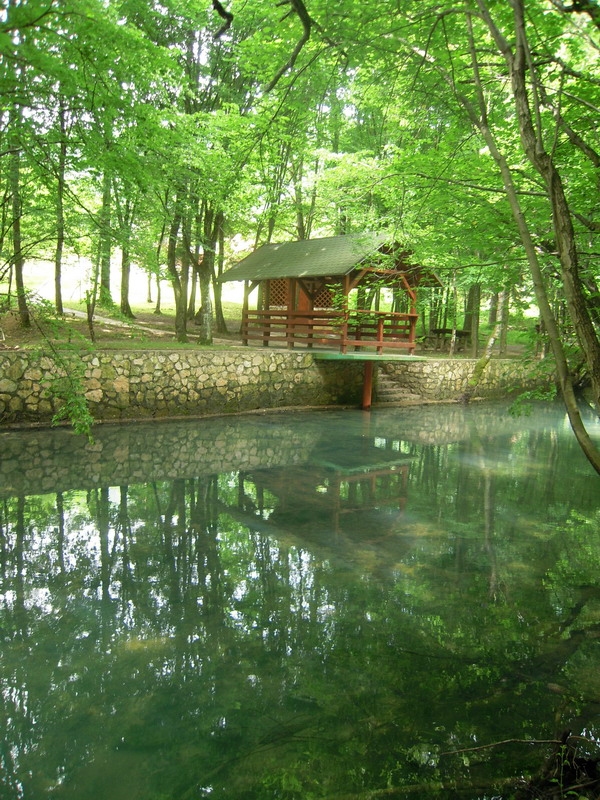
A természetvédelmi park részlete

- A Krupa na Vrbasu-i kőhíd (pontosabban Krmine faluban, a Vrbas túlsó partján áll) a természet geomorfológiai csodája. A természet alkotta híd 70 m magasságával Európa egyik legnagyobb természetes hídja. A kőhíd a Banja Luka – Jajce főútról is látható. Az első kiszélesítésnél lehet parkolni, majd átmenni a közeli Orbászon átívelő függő gyalogoshídon. Itt kezdődik egy 2 km hosszú út, amely szépen ki van jelölve. Ha nyáron arrafelé indulunk, fokozott óvatosságra van szükség a kígyók jelenléte miatt, amit közvetlenül a kőhíd alatt elhelyezett táblák is jeleznek.[15]

- A tektonikus mozgások, és a folyóvízi erózió alakította ki a 200-700 m mély Orbász-szurdokot.

## Fordítás
- Ez a szócikk részben vagy egészben  a(z)    Крупа на Врбасу című szerb Wikipédia-szócikk ezen változatának fordításán alapul.  Az eredeti cikk szerkesztőit annak laptörténete sorolja fel. Ez a jelzés csupán a megfogalmazás eredetét és a szerzői jogokat jelzi, nem szolgál a cikkben szereplő információk forrásmegjelöléseként.